# Rhombophryne guentherpetersi
Rhombophryne guentherpetersi är en groddjursart som först beskrevs av Jean Guibé 1974.  Rhombophryne guentherpetersi ingår i släktet Rhombophryne och familjen Microhylidae. IUCN kategoriserar arten globalt som starkt hotad. Inga underarter finns listade i Catalogue of Life.